# クリスティーン・バランスキー
クリスティーン・バランスキー（本名：Christine Jane Baranski, 1952年5月2日 - ）は、アメリカ合衆国ニューヨーク州バッファロー出身の女優。

## 来歴

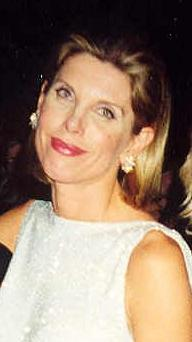
エミー賞授賞式にて（1997年9月）

父親はポーランド語新聞の編集者。祖父母はポーランドで俳優として活躍した。
ジュリアード音楽院で学び、ブロードウェイで活躍、1984年と1989年にトニー賞を受賞している。また、CBSのシットコム『Cybill』などのテレビ番組や、『バードケージ』『シカゴ』『マンマ・ミーア!』といった映画にも出演。エミー賞やゴールデン・グローブ賞へのノミネート経験を多数持つ。
1983年10月に俳優のマシュー・カウルズと結婚、2人の娘がいる。2014年5月、うっ血性心不全のためカウルズが死去し、30年間の夫婦生活に終止符が打たれた。

## 主な出演作品

### 映画
- ナインハーフ Nine 1/2 Weeks (1985)
- 夜霧のマンハッタン Legal Eagles (1986)
- ピックアップ・アーチスト The Pick-up Artist (1987)
- 運命の逆転 Reversal of Fortune (1990)
- ライフ with マイキー Life with Mikey (1993)
- アダムス・ファミリー2 Addams Family Values (1993)
- サイレントナイト/こんな人質もうこりごり The Ref (1994)
- キル・ミー・テンダー Getting In (1994)
- 8月のメモワール The War (1995)
- ジェフリー! Jeffrey (1995)
- バードケージ The Birdcage (1996)
- ブルワース Bulworth (1998)
- クルーエル・インテンションズ Cruel Intentions (1999)
- ビッグムービー Bowfinger (1999)
- グリンチ How the Grinch Stole Christmas (2000)
- シカゴ Chicago (2002)
- 踊るマハラジャ★NYへ行く The Guru（2002）
- マンマ・ミーア! Mamma Mia! (2008)
- バウンティー・ハンター The Bounty Hunter (2010)
- イントゥ・ザ・ウッズ Into the Woods (2014)
- トロールズ Trolls (2016) ※声の出演
- 女神の見えざる手 Miss Sloane (2016)
- バッド・ママのクリスマス A Bad Moms Christmas (2017)
- マンマ・ミーア! ヒア・ウィー・ゴー Mamma Mia! Here We Go Again (2018)

### テレビドラマ
- ロー&オーダー Law & Order (1994)
- Cybill (1995-1998)
- ビッグバン★セオリー/ギークなボクらの恋愛法則 (2008-)
- アグリー・ベティ Ugly Betty (2009)
- グッド・ワイフ The Good Wife (2009-2016)
- レギュラーSHOW〜コリない2人〜 Regular Show (2017) ※声の出演
- グッド・ファイト The Good Fight (2017-)
- ギルデッド・エイジ -ニューヨーク黄金時代- The Gilded Age (2022-)